# Глухарево (Череповецкий район)
Глухарево — деревня в Череповецком районе Вологодской области.
Входит в состав Абакановского сельского поселения, с точки зрения административно-территориального деления — в Дмитриевский сельсовет.
Расстояние до районного центра Череповца по автодороге — 50 км, до центра муниципального образования Абаканово по прямой — 12 км. Ближайшие населённые пункты — Ярцево, Никольское, Погорелка.
По данным переписи в 2002 году постоянного населения не было.